# Jacobus Arminius
Jacob Arminius (Oudewater 1560 - 1609) va ser un teòleg protestant neerlandès famós per les seves discrepàncies amb les teories de Joan Calví, a les quals retreia una doctrina de la predestinació massa tancada pel determinisme: si bé és cert que l'home per si sol no pot assolir la salvació i necessita la gràcia divina, sí que pot esperar-la amb la fe. Aquesta fe es basa en el sacrifici suprem de Jesús, que permet potencialment que tota la humanitat assoleixi el Paradís escapant del pecat.
Arminius, que en un principi era calvinista, va defensar també el lliure examen, ja que creia que la raó il·luminada per la creença podia entendre qualsevol veritat i accedir a la Bíblia sense mediacions.
El pare d'Arminius va morir quan Jacob era un nadó, i Teodoro Aemilius el va adoptar i donar educació. Estudià a Utrecht, Marburg, Rotterdam, Leiden i Ginebra, en aquest últim lloc no era gens apreciat per la seua simpatia a les teories de Ramus, cosa que feu que se n'anés cap a Basilea, on obtingués grans triomfs acadèmics, els quals li permeteren obtenir el doctorat en filosofia, titulació que Arminius rebutjà.
Durant un temps residí a Itàlia, on es desplaçà a Roma per conèixer i escoltar a Jacobus Labarella. Aquest viatge fou malinterpretat pels seus seguidors, que començaren a rebutjar-lo per considerar que a Itàlia s'havia posat als peus del Papa, mantenint relacions amb els jesuïtes i, fins i tot, haver rebutjat la seua religió.
Malgrat les crítiques, a la seua tornada fou nomenat pastor d'Amsterdam el 1588, però prompte conegué l'obra de Dirck Coornhert sobre la predestinació de la teoria calvinista, i Arminius el trobà un llibre interessant i encertat en certes crítiques al calvinisme.
Aquest canvi de principis religiosos el dugueren a tindre grans conflictes amb calvinistes purs com Gomarus. En ser traslladat a Leiden per exercir com a professor el 1603, el seu enfrontament amb Gomaro fou molt més dur, començant-se a produir les divisions entre els protestants de l'Església reformada fins que al Sínode de Dort de 1618 es va declarar la teologia remonstrant contrària a les Escriptures i els Estats Generals van jutjar Oldenbarnevelt, que fou executat per alta traïció i Hugo de Groot fou condemnat a cadena perpètua a la fortalesa de Loevestein. El 1621, amb l'ajut de la seva dona, Grotius va escapar dramàticament del castell amagant-se en un cofre de llibres. Va fugir a Anvers i finalment a París, on va romandre fins al 1631 sota el patrocini de Lluís XIII.
Les seus obres foren publicades a Leiden (1629, Opera theologica) i a Frankfurt (1635), es tracta de quatre volums els quals contenen oracions, controvèrsies, sermons, tesis, etc. La seua correspondència es publicà entre 1660 i 1684 a Amsterdam.
L'any 1630 la Fraternitat Remonstrant havia aconseguit la tolerància legal. Va ser reconegut oficialment als Països Baixos el 1795. En l'èmfasi de la gràcia de Déu, l'arminianisme va influir en el desenvolupament del metodisme a Anglaterra i als Estats Units.

## Biografia
Arminius, va néixer el 1559 o el 1560 a Oudewater, Utrecht. Es va quedar orfe quan encara era jove. El seu pare Herman, fabricant d'armes, va morir, deixant la seva dona vídua amb fills petits. maig va conèixer el seu pare, i la seva mare va ser assassinada durant la massacre espanyola a Oudewater el 1575.
El nen va ser adoptat per Theodorus Aemilius, un sacerdot inclinat pel protestantisme. Al voltant de 1572 (any en què Oudewater va ser conquerida pels rebels), Arminius i Aemilius es van establir a Utrecht. El jove Jacobus hi va estudiar, probablement a l’escola Hieronymus. Després de la mort d'Emilius (1574 o 1575), Arminius es va familiaritzar amb el matemàtic Rudolph Snellius, també d'Oudewater. Aquest últim va portar Arminius a Marburg i li va permetre estudiar a la Universitat de Leiden. El 1576, Arminius es va registrar com a estudiant d'arts liberals a la recentment inaugurada Universitat de Leiden.

## Estudis teològics i ministeri
Arminius va romandre estudiant a Leiden del 1576 al 1582. Tot i que es va matricular com a estudiant d'Arts Liberals, això li va permetre estudiar també teologia. Entre els seus professors de teologia hi havia el calvinista Lambertus Danaeus, l'erudit hebreu Johannes Drusius, Guillaume Feuguereius (o Feugueires, mort el 1613) i Johann Kolmann. Kolmann és conegut ara per ensenyar que l'èmfasi excessiu de la sobirania de Déu en l'alt calvinisme va fer de Déu «un tirà i un botxí». Encara que la universitat de Leiden va ser sòlidament reformada, va tenir influències de les opinions luteranes, zwinglianes i anabaptistes a més del calvinisme. Un pastor de Leiden (Caspar Coolhaes) va sostenir, contra Calvin, que les autoritats civils tenien jurisdicció en alguns assumptes de l'església, que era incorrecte castigar i executar heretges, i que els luterans, els calvinistes i els anabaptistes podien unir-se al voltant dels principis bàsics. L'astrònom i matemàtic Willebrord Snel van Royen va utilitzar la filosofia Ramista en un esforç per animar els seus estudiants a buscar la veritat sense dependre excessivament d'Aristòtil. Sota la influència d'aquests homes, Arminius va estudiar amb èxit i podria haver plantat llavors que començarien a desenvolupar-se en una teologia que més tard qüestionaria la teologia reformada dominant de Joan Calví. L'èxit que va mostrar en els seus estudis va motivar el gremi de comerciants d'Amsterdam a finançar els tres anys següents dels seus estudis.
El 1582, Arminius va començar a estudiar amb Théodore de Bèze a Ginebra. Es va trobar pressionat per utilitzar mètodes filosòfics Ramistes, que li coneixien des del seu temps a Leiden. A Arminius se li va prohibir públicament ensenyar filosofia ramea. Després d'aquest difícil estat de coses, es va traslladar a Basilea per continuar els seus estudis.
Allà va continuar distingint-se com un excel·lent estudiant. El 1583 Arminius contemplava tornar a Ginebra quan la facultat de teologia de Basilea li va oferir espontàniament un doctorat. Va declinar l'honor a causa de la seva joventut (tenia uns 24 anys) i va tornar a l'escola de Ginebra per acabar els seus estudis a Ginebra amb Beza.

### Elogis de Beza i Grynaeus
Un cop acabats els estudis d'Arminius i una sol·licitud perquè fos pastor a Amsterdam, Beza va respondre als líders d'Amsterdam amb aquesta carta:
| « | "... Que sàpigues que des que Armini va tornar a nosaltres de Basilea, la seva vida i els seus coneixements ens han aprovat tant, que esperem el millor d'ell en tots els aspectes, si persisteix constantment en el mateix camí, que, per la benedicció de Déu, no dubtem que ho farà; perquè, entre altres dotacions, Déu li ha donat un intel·lecte ben adient tant a l'aprehensió com a la discriminació de les coses. Si d'ara endavant aquesta és regulada per la pietat, que sembla cultivar assíduament, no pot deixar de passar que aquesta potència de l'intel·lecte, consolidada per l'edat i l'experiència madura, produirà els fruits més rics. Aquesta és la nostra opinió sobre Armini, un jove, indiscutiblement, en la mesura que podem jutjar, molt digne de la vostra bondat i liberalitat" (Carta del 3 de juny de 1585 de Beza a Amsterdam). | » |

D'aquesta carta sembla que la tensió anterior de l'atracció d'Arminius per la filosofia ramista s'havia dissipat i fins i tot Beza coneixia a Arminius com un teòleg excel·lent encara que en evolució. Tres mesos després, John Grynaeus de la Universitat de Basilea va enviar aquesta carta d'elogi:
| « | Als lectors pietosos, salutació: En la mesura que un testimoni fidel d'aprenentatge i pietat no s'ha de rebutjar a cap home erudit i pietós, tampoc a James Arminius, natural d'Amsterdam [sic], pel seu comportament mentre assistia a la Universitat de Basilea va estar marcada per la pietat, la moderació i l'assiduïtat en l'estudi; i molt sovint, en el curs de les nostres discussions teològiques, va fer tan manifest a tots nosaltres el seu do d'un esperit de discerniment, que ens suscitava les merescudes felicitacions. Més recentment, també, en determinades preleccions extraordinàries pronunciades amb el consentiment i per ordre de la Facultat de Teologia, en què va exposar públicament uns quants capítols de l'Epístola als Romans, ens va donar el millor motiu per esperar que fos destinat d'aquí a un temps —si, de fet, s'impulsa el do de Déu que hi ha en ell— a assumir i sostenir la funció d'ensenyament, a la qual pot ser lícitament separat, amb molt de fruit a l'Església. El recomano, en conseqüència, a tots els homes bons i, en particular, a l'Església de Déu de la famosa ciutat d'Amsterdam.; i demano respectuosament que es tingui en compte aquest jove erudit i pietós, de manera que maig no es trobi sota la necessitat d'interrompre els estudis teològics que fins ara han estat tan feliçment processats. Adéu! John James Grynaeus, professor de literatura sagrada i degà de la Facultat de Teologia. — Escrit amb la meva pròpia mà. Basilea, 3 de setembre de 1583. | » |

### Inici del ministeri públic
Arminius va respondre a la crida al pastor a Amsterdam el 1587, pronunciant sermons de diumenge i entre setmana. Després de ser provat pels líders de l'església, va ser ordenat el 1588. Va guanyar fama de bon predicador i pastor fidel.
Una de les primeres tasques d'Arminius la va donar la Cort Eclesiàstica d'Amsterdam; és a dir, refutar els ensenyaments de Dirck Volckertszoon Coornhert, que va rebutjar la doctrina supralapsariana de Beza del decret absolut i incondicional de Déu de crear homes per salvar uns i maleir els altres, basant-se en res en si mateixos. La discussió ja havia començat amb dos ministres de Delft que havien escrit «Una resposta a certs arguments de Beza i Calvin, a partir d'un tractat sobre la predestinació tal com s'ensenya al novè capítol de Romans», un document que contradeia tant Beza com Coornhert. Van proposar que tot i que el decret de Déu per salvar només alguns era de fet absolut i incondicional, s'havia produït després de la caiguda (proposant l'infralapsarianisme més que el supralapsarianisme de Beza). Arminius va tenir l'encàrrec de refutar tant la teologia de Coornhert com l'infralapsarianisme. Va acceptar fàcilment la tasca, però després d'un estudi més ampli es va trobar en conflicte sobre l'assumpte. Va decidir dedicar més temps a l'estudi abans de continuar la seva refutació.
El 1590 es va casar amb Lijsbet Reael, la filla de Laurens Jacobsz Reael, un destacat comerciant i poeta d'Amsterdam que també va ajudar a liderar la Reforma Protestant i més tard va ajudar a establir la primera Església reformada a la zona. El matrimoni d'Arminius amb Reael li va permetre accedir a les seves prestigioses connexions, i va fer molts amics en la indústria mercantil i en l'alta societat. Va rebre l'encàrrec d'organitzar el sistema educatiu d'Amsterdam, i es diu que ho va fer bé. Es va distingir molt per la fidelitat als seus deures l'any 1602 durant una plaga que va arrasar Amsterdam, entrant a cases infectades a les quals altres no s'atrevien a entrar per donar-los aigua, i proveint els seus veïns amb fons per cuidar-los.

### Polèmica
A Amsterdam, Arminius va ensenyar mitjançant «una sèrie de sermons sobre l'epístola dels romans». En discutir Romans 7 l'any 1591, va ensenyar que l'home, a través de la gràcia i el renaixement, no havia de viure en servitud del pecat, i que Romans 7:14 parlava d'un home que vivia sota la llei i condemnat per pecat per l'Esperit Sant., encara que no s'ha regenerat actualment. Això es va trobar amb certa resistència, i alguns detractors el van titllar pelagià per ensenyar que un home no regenerat podia sentir tal convicció i desig de salvació, fins i tot amb la influència de la Llei i l'Esperit Sant. El mateix any, responent a les posicions teològiques d'Arminius, el seu col·lega Petrus Plancius va començar a disputar-lo obertament. Durant una reunió de ministres, Arminius va insistir que no estava ensenyant res en contradicció amb la Confessió de Heidelberg i altres estàndards d'ortodòxia, que els primers teòlegs de l'església tenien opinions similars i que repudiava completament l'heretgia del pelagianisme. A més, Arminius va expressar certa sorpresa que no se li permetés interpretar aquest passatge segons els dictats de la seva pròpia consciència i dins el patró de l'ortodòxia històrica. Els burgomaestres d'Amsterdam van intervenir, en un esforç per mantenir la pau i reprimir les divisions de la població, instant-los a conviure pacíficament i al fet que Arminius no ensenyés res d'acord amb el pensament reformat acordat en aquell moment, tret que hagués consultat amb el consell o altres òrgans de l'església.
Durant els anys següents, va sorgir polèmica mentre predicava a través de Romans 9. Encara que no va contradir directament les interpretacions calvinistes, es va centrar en el tema de Pau de la «justificació per fe» en contradicció amb les obres, en lloc de centrar-se en els decrets eterns de Déu. Durant aquest temps «va desenvolupar a poc a poc opinions sobre la gràcia, la predestinació i el lliure albir que eren incompatibles amb la doctrina dels mestres reformats Calví i Beza».

## Professor a Leiden

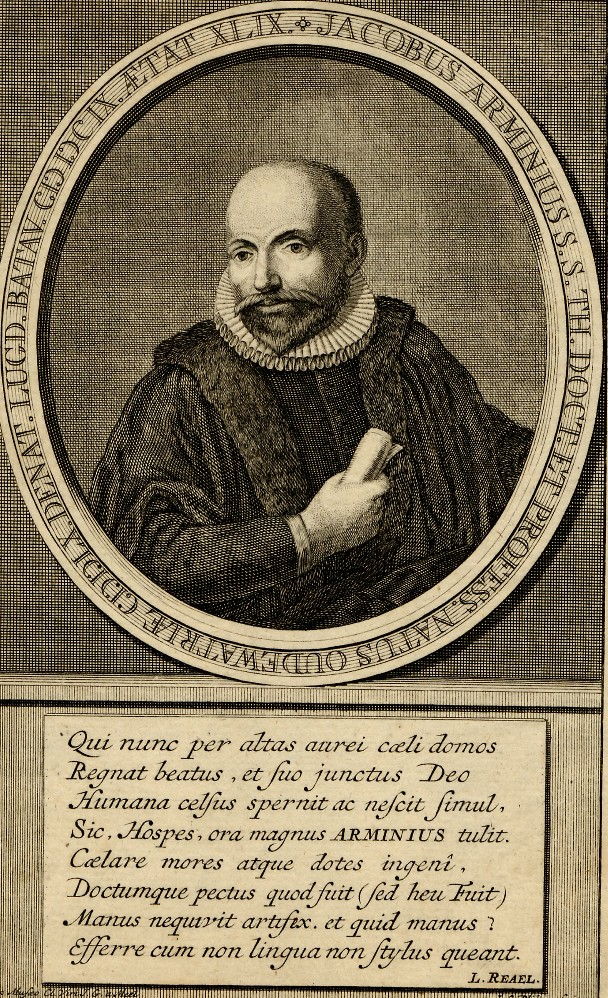
Retrat d'Arminius del segle XVII de la col·lecció de retrats holandesos de la Biblioteca teològica d'Andover-Harvard, Harvard Divinity School. A partir d'un gravat de JC Philips i JG Meet.

El 1603 va ser cridat de nou a la Universitat de Leiden per ensenyar teologia. Això es va produir després de la mort gairebé simultània el 1602 de dos membres de la facultat, Francisc Junius i Lucas Trelcatius el gran, en un brot de pesta. Lucas Trelcatius el jove i Arminius (malgrat la protesta de Plancius) van ser nomenats, la decisió depenent en gran part de Franciscus Gomarus, el membre de la facultat supervivent. Tot i que Gomarus va aprovar amb cautela Arminius, les opinions del qual ja eren sospitades d'ortodòxia, la seva arribada va obrir un període de debat en lloc de tancar-lo. El nomenament també va tenir una dimensió política, amb el suport tant de Johannes Uytenbogaert a La Haia com de Johan van Oldenbarnevelt.

### Escalada de polèmica amb Gomarus
Gomarus, un flamenc que havia estat a Leiden des de 1594, ha estat descrit com «un erudit bastant mediocre» però «un defensor contundent de la doctrina calvinista... un home de fe profundament arrelada» En canvi Arminius ha estat descrit com «un buscador, un que dubta». Sobre la qüestió de la predestinació, Gomarus era un supralapsarià i va ser en debat sobre aquest punt que va començar el conflicte entre tots dos. Arminius va advocar per la revisió de la Confessió Bèlgica i el Catecisme de Heidelberg, però no va ser explícit, fins molt més tard quan el debat es va convertir en un conflicte obert.
La disputa va tenir un gir públic el 7 de febrer de 1604, quan Willem Bastingius en la seva disputa De divina praedestinatione va defensar una sèrie de tesis d'Arminius, presidint el mateix Arminius. Aquest esdeveniment va portar a Gomarus a fer que Samuel Gruterus argumentés una posició contrària a aquestes tesis el 14 d'octubre de 1604, però no en el calendari oficial. Gomarus va atribuir les posicions que no li agradaven a l'adversari de Calvino Sébastien Castellion i al seu seguidor, Dirck Volckertszoon Coornhert. Mentre Arminius apuntava a la Bíblia per defensar les seves posicions, les opinions calvinistes exposades pels patriarques ginebrises van anar adquirint progressivament la força de res judicata, de manera que la resistència contra ella ja no era tolerada.
Els opositors d'Arminius fora de la universitat van anar ampliant la polèmica. Els classis de Dordrecht van elaborar un gravamen en el qual s'exposaven «algunes diferències» que «es deia que van sorgir a l'Església i la Universitat de Leiden sobre la doctrina de les Esglésies reformades». En resposta, els tres professors de teologia de Leiden (Lucas Trelcatius Jr. unint-se a Arminius i Gomarus) i el regent del State College, Johannes Cuchlinus, van escriure una carta indignada, afirmant «que pel que sabien ells no hi havia cap conflicte entre els professors sobre qualsevol doctrina fonamental».
Gomarus va ser incitat a augmentar la seva oposició a Arminius pel ministre de Leiden Festus Hommius i Petrus Plancius, l'antic oponent d'Arminius. Es va difondre una sèrie anònima de trenta-un articles, «en els quals s'exposaven tota mena d'opinions poc ortodoxes que tenia Arminius». Sibrandus Lubbertus, professor de teologia a la Universitat de Franeker, va començar a enviar cartes a teòlegs estrangers atacant Arminius amb càrrecs d'heretgia; i una d'aquestes cartes va caure a les mans d'Arminius. Com que els seus oponents van romandre anònims o van passar per alt els procediments oficials, Arminius l'abril de 1608 va demanar als Estats d'Holanda permís per exposar les seves opinions. El 30 de maig de 1608 Arminius i Gomarus van ser autoritzats pels Estats per pronunciar discursos davant el Tribunal Suprem de l'Haia. El jutge en cap del Tribunal Suprem, Reinout van Brederode (gendre d'Oldenbarnevelt) va concloure que «els punts de diferència entre els dos professors, relacionats principalment amb els detalls subtils de la doctrina de la predestinació, eren de poca importància i podrien co- existir... [i] va ordenar als dos senyors que es tolerassin amorosament».
En desafiament directe a la Cort, Gomarus va publicar aleshores el discurs que havia pronunciat davant d'ella, i Arminius va seguir el mateix amb la publicació del seu propi discurs. En resposta a l'opinió de la Cort, Gomarus va declarar que «no gosaria morir sostenint l'opinió d'Arminius, ni comparèixer amb ella davant el tribunal de Déu». Aleshores, Arminius va demanar defensar les seves posicions en públic o que es convoqués un sínode nacional o provincial per examinar l'assumpte. Buscant evitar un sínode, els Estats d'Holanda van permetre a Arminius exposar les seves opinions a la seva assemblea el 30 d'octubre.
Abans de l'assemblea, Arminius finalment va explicar la seva crida a reescriure la Confessió Bèlgica i el Catecisme de Heidelberg, dient que no se sentia obligat a explicar la seva posició abans, perquè «com a professor, es considerava subjecte només a l'autoritat dels curadors de Leiden i als Estats, no a l'Església». A continuació, Arminius va donar una visió general de totes les diverses opinions existents sobre la predestinació. Va afirmar que el supralapsarianisme era contrari a la Confessió i al Catecisme i que «el supralapsarianisme i el infralapsarianisme, bàsicament, equivalen al mateix». Arminius va presentar la seva pròpia visió sobre la predestinació que considerava que estava en concordança amb la Confessió i el Catecisme.
En assabentar-se que Arminius s'havia presentat davant l'assemblea dels Estats, Gomarus va sol·licitar permís per dirigir-s'hi també, cosa que va ser concedida. El 12 de desembre de 1608, Gomarus va criticar Arminius, acusant «el seu col·lega de ser partidari del pelagianisme i dels jesuïtes; també va atacar Johannes Wtenbogaert, a qui va titllar de 'trompetista cortès'» L'assemblea es va ofendre contra aquest to polèmic, que contrastava amb l'irenisme d'Arminius, i va ordenar que els discursos fets davant ells per tots dos homes fossin prohibits de publicar-se. Malgrat la prohibició, els discursos aviat van aparèixer impresos.
El 25 de juliol de 1609 Jacobus Bontebal va defensar les tesis De vocatione hominis ad salutem sota la presidència d'Arminius. Un sacerdot catòlic romà (se rumorea que era un jesuïta) era entre l'audiència i es va atrevir a oposar-se a les posicions d'Arminius. Mentre que un Arminius, que ja estava greument malalt, refutava els arguments, Gomarus «que estava entre l'audiència, es va posar alternativament vermell i mortalment pàl·lid, i després, mentre el papista estava a l'abast, va comentar de manera insultant al seu col·lega que ara la porta del papisme havia estat àmpliament obert».

### Debat final i darrers dies

Pedra commemorativa de Jacobus Arminius a l'església de Sant Pere, Leiden.

Arminius va romandre com a professor a Leiden fins a la seva mort, i va ser valorat pels seus estudiants. Tot i així, el conflicte amb Gomarus es va eixamplar en una escissió a gran escala dins del calvinisme. Del clergat local, Adrianus Borrius va donar suport a Armini, mentre que Festus Hommi s'hi va oposar. Amics propers, estudiants i partidaris d'Arminius eren Johannes Drusius, Conrad Vorstius, Anthony Thysius, Johannes Halsbergius, Petrus Bertius, Johannes Arnoldi Corvinus, els germans Rembert i Simon Episcopius. El seu successor a Leiden (de nou seleccionat amb el suport d'Uytenbogaert i Oldenbarnevelt) va ser Vorstius, una influència sobre Arminius pels seus escrits.
Una vegada més, els Estats van intentar reprimir la creixent controvèrsia sense convocar un sínode. Arminius va rebre l'ordre d'assistir a una altra conferència amb Gomarus a La Haia del 13 al 14 d'agost de 1609. Quan la conferència s'havia de tornar a reunir el 18 d'agost, la salut d'Arminius va començar a fallar i així va tornar a Leiden. Els Estats van suspendre la conferència i van demanar als dos homes una reacció per escrit al punt de vista del seu adversari.
Arminius va morir el 19 d'octubre de 1609 a la seva casa de Pieterskerkhof. Va ser enterrat al Pieterskerk de Leiden, on es va col·locar una pedra commemorativa en nom seu el 1934.

## Teologia i llegat
En intentar defensar la predestinació calvinista contra els ensenyaments de Dirck Volckertszoon Coornhert, Arminius va començar a dubtar d'aspectes del calvinisme i va modificar algunes parts de la seva pròpia visió. Va intentar reformar el calvinisme, i va donar el seu nom a un moviment, l'arminianisme, que va resistir alguns dels principis calvinistes (elecció incondicional, naturalesa de la limitació de l'expiació i gràcia irresistible). Els primers seguidors holandesos del seu ensenyament es van fer coneguts com a remonstrants després d'emetre un document que contenia cinc punts de desacord amb el calvinisme dominant, titulat Remonstrantiæ (1610).
Arminius va escriure que buscava ensenyar només aquelles coses que es podien provar a partir de les Escriptures i que tendien a l'edificació entre els cristians (amb l'excepció dels catòlics romans, amb els quals va dir que no hi podia haver acord espiritual). El seu lema tenia fama de ser Bona conscientia paradisus, que significava, «Una bona consciència és un paradís».
Arminius va ensenyar una gràcia «prevenidora» (o preventiva) que ha estat conferida a tots per l'Esperit Sant i aquesta gràcia és «suficient per a la creença, malgrat la nostra corrupció pecadora i, per tant, per a la salvació». Arminius va afirmar que «la gràcia suficient per a la salvació és conferida als elegits i als no elegits; perquè, si volen, puguin creure o no creure, ser salvats o no ser salvats». William Witt afirma que «Arminius té una teologia de la gràcia molt alta. Insisteix amb èmfasi que la gràcia és gratuïta perquè s'obté per la redempció de Déu en Crist, no per l'esforç humà».
La teologia de l'arminianisme no es va desenvolupar completament durant la vida d'Arminius, però després de la seva mort (1609) els cinc articles dels Remonstrants (1610) van sistematitzar i formalitzar les idees. Però el Sínode calvinista de Dort (1618-1619), reunit amb el propòsit de condemnar la teologia d'Arminus, la va declarar anatema a ella i als seus adherents, va definir els cinc punts del calvinisme i va perseguir els pastors arminis que romanien als Països Baixos. Però malgrat la persecució, «els protestants van continuar a Holanda com una església diferent i una vegada i una altra on s'ensenyava el calvinisme, l'arminianisme va aixecar el cap».
Els editors de Leiden (1629) i de Frankfurt (1631 i 1635) van publicar les obres d'Arminius en llatí.
John Wesley (1703–91), el fundador del Moviment Metodista, va arribar a les seves pròpies creences religioses mentre estava a la universitat i a través de la seva experiència o epifania d'Aldersgate i es va expressar fermament en contra de les doctrines de l'elecció i la reprovació calvinistes. El seu sistema de pensament s'ha conegut com a arminianisme wesleyà, les bases del qual van ser establertes per Wesley i el seu company predicador John William Fletcher. Encara que Wesley sabia molt poc sobre les creences de Jacobus Arminius i va arribar a les seves opinions religioses independentment d'Arminius, Wesley va reconèixer més tard de la seva vida, amb la publicació de 1778 de The Arminian Magazine, que ell i Arminius estaven bastant d'acord. El professor de teologia W. Stephen Gunther conclou que era «un representant fidel» de les creences d'Arminius. Wesley va ser potser el defensor anglès més clar de l'arminianisme. Va abraçar la teologia arminianista i es va convertir en el seu defensor més destacat. A data de 2010, la majoria dels metodistes segueixen compromesos (conscientment o sense saber-ho) amb la teologia arminianista, i l'arminianisme mateix s'ha convertit en un dels sistemes teològics dominants als Estats Units, gràcies en gran part a la influència de John i Charles Wesley.

## Vida personal
Arminius i la seva dona Lijsbet Laurensdochtor Reael, que es van casar el 1590, van tenir un total de 12 fills, tres dels quals van morir joves durant la infància: Harmen (n. 1594), Pieter (n. 1596), Jan (n. 1598), Laurens (n. 1600, va morir en la infància), Laurens (n. 1601), Jacob (n. 1603), Willem (n. 1605), i Daniel (n. 1606). Van tenir dos fills més que també van morir en la infància, els noms dels quals no formen part del registre públic. Les seves filles eren Engelte (n. 1593) i Geertruyd (n. 1608). Li van sobreviure la seva dona i els seus fills quan va morir.